# Dramma sul Tevere
Dramma sul Tevere è un film italiano del 1952 diretto da Tanio Boccia.

## Trama
Roma. Una povera vedova, Sora Rosa, ha cresciuto da sola Aldo e Bruno. I due fratelli sono cresciuti in maniere differenti: Aldo vive in una vita rispettabile mentre Bruno è diventato un criminale al soldo del boss della malavita romana Totò detto Er Barone.